# Hasan al-Turabi
Hasan al-Turabi (in arabo حسن عبد الله الترابي‎?, Ḥasan ʿAbd Allāh al-Turābī; Cassala, 1º febbraio 1932 – al-Khartum, 5 marzo 2016) è stato un politico sudanese.
Ha svolto un ruolo determinante nel processo di reintroduzione della shari'a islamica oggi vigente nel suo Paese dopo il colpo di Stato militare che portò nel 1989 alla caduta del terzo regime parlamentare (1986-89) e alla deposizione del governo di Ṣādiq al-Mahdī.

## Biografia
Ispirato dal pensiero dell'organizzazione dei Fratelli Musulmani, Ḥasan al-Turābī contribuì ideologicamente all'affermazione nel 1986 del Fronte Islamico Nazionale (fondato nel suo paese nel 1940), anche se in precedenza non aveva mancato di appoggiare il regime militare filo-nasseriano del gen. Jaʿfar al-Nimeyrī, al potere tra il 1969 e il 1985.
Nel 1989 il FIN fu allontanato tuttavia dal potere dalla giunta militare guidata dal gen. ʿOmar Hasan al-Bashīr che, pure, s'era per vari versi ispirata a Turābī.
Malgrado non avesse ricoperto più da allora posizioni ufficiali, Ḥasan ʿAbd Allāh al-Turābī costituì fino alla sua morte la voce più rilevante del fondamentalismo islamico moderato in Sudan.
Nel 1996 al-Turābī si candidò alla prima elezione generale del nuovo regime. Conquistato il seggio, fu scelto come presidente del Parlamento, la seconda carica dello Stato dopo il presidente ʿOmar Ḥasan Aḥmad al-Bashīr. Il primo caso per al-Turābī di tenere una posizione politica con continuità durò fino al marzo 2004, quando al-Bashīr lo rinchiuse in prigione dove rimase fino al giugno 2005.
Hasan al-Turabi è stato il responsabile per l'Africa del Congresso Mondiale Islamico.
L'8 aprile 2006 tiene un discorso ad al-Kharṭūm durante il quale afferma, tra l'altro, che il Corano chiede alle donne di coprirsi solo il seno e non la faccia ed è immediatamente accusato di apostasia.

.
In base ad alcune voci incontrollate risalenti al 2004, al-Turābī avrebbe aderito al movimento Justice and Equality Movement (JEM), un gruppo armato antagonista di stampo islamista coinvolto nel conflitto del Darfur. Turābī stesso ha però smentito queste voci che, in effetti, sono frequentemente esposte per motivi di polemica ideologica.
L'appendice del Rapporto statunitense della Commissione d'indagine sugli attentati dell'11 settembre 2001 definisce Turabi "leader ideologico radicale sudanese di antica data e guida e portavoce dell'Assemblea Nazionale sudanese negli anni novanta". Turābī è stato leader del Fronte Islamico Nazionale, una potente fazione politica del Sudan. Il Fronte si è impegnato per imporre la sharīʿa nel Paese, malgrado gli islamisti radicali costituiscano un'esigua minoranza della popolazione.

## Gioventù e famiglia
Turabi è nato nella provincia di Kassala, nel Sudan orientale, presso la frontiera con l'Eritrea, intorno al 1932. Suo padre era un giudice ed esperto di sharīʿa. Sadiq al-Mahdi, già primo ministro del Sudan, è suo cognato.

## Istruzione
Da giovane Turabi ricevette un'educazione islamica e conseguì diplomi di studi superiori in università del Sudan e straniere:
- B.A. in giurisprudenza, Università di Khartum 1951-1955
- M.A. in giurisprudenza, University of London 1955-1957
- Ph.D. in giurisprudenza, Sorbona, Parigi, 1959-1964

## Carriera politica
Dopo essersi laureato, tornò in Sudan e divenne membro dell'Islamic Charter Front, una diramazione minore della branca sudanese dei Fratelli Musulmani. Nell'arco di 5 anni, l'Islamic Charter Front divenne un vasto gruppo politico che identificò al-Turābī come suo Segretario generale nel 1964. Attraverso l'Islamic Charter Front, al-Turābī lavorò con due fazioni del Movimento Islamico Sudanese, Anṣār e Khaṭmiyya, per abbozzare una costituzione islamica. I membri di Anṣār (lett. "Ausiliari") si definiscono come i seguaci del Mahdi Muhammad Ahmad, che agì nel Sudan nel corso del XIX secolo.
 Al-Turābī rimase con l'Islamic Charter Front fino al 1969, quando Jaʿfar al-Nimeyrī assunse il potere con un colpo di Stato. I membri dell'Islamic Charter Front furono arrestati, e Turābī passò sei anni di detenzione e tre in esilio in Libia.
Il colpo di Stato e le due fazioni del Movimento Islamico in Sudan tentarono di raggiungere un compromesso nel 1977. Parte di quel compromesso era la liberazione di al-Turābī e il suo ritorno dall'esilio. Grazie a questo accordo, al-Turābī può diventare il leader dell'Unione Socialista Sudanese ed è promosso a ministro della giustizia nel 1979.

La sua stretta relazione con i governi sudanesi ha reso al-Turābī una figura non popolare per l'opinione pubblica prevalente in Sudan e causò la famosa alleanza a lui contraria nelle elezioni del 1986, quando tutti i partiti politici decisero di ritirare i loro eletti e di conservarne solo uno contro al-Turābī, così che egli non prese parte all'unico governo democratico nel Sudan degli ultimi quattro decenni. Questo comportò l'attenta pianificazione di al-Turābī per prendere il potere con la forza nel giugno del 1989, grazie alla formazione della National Salvation Revolution.

## Legge della Sharīʿa
Nel 1983 il regime di Nimeyrī impose un'applicazione dura della Sharīʿa. L'opposizione popolare contro azioni politiche come lo scioglimento del parlamento sudanese e l'introduzione di pene come le amputazioni o l'impiccagione provocò un colpo di Stato contro Nimeyrī nel 1985.

## Legami con gruppi militari
Turabi protesse Osama bin Laden quando il leader di al-Qa'ida decise di usare il Sudan come base per le sue operazioni intorno al 1990-1996, su invito di Turabi. Bin Lāden stesso si spostò dall'Arabia Saudita in Sudan nel 1991, in parte a causa del confronto aspro tra Bin Lāden e il governo saudita sul rifiuto da parte del governo di organizzare un jihād per espellere Saddam Hussein dal Kuwait e sul consenso accordato agli Stati Uniti di far stazionare proprie truppe in Arabia Saudita nel quadro dell'impegno di quel Paese arabo durante la guerra del Golfo per cacciare l'Iraq dal Kuwait occupato. Turabi garantì a Bin Laden un luogo sicuro e amichevole per coordinare le attività per il jihād. In compenso, Bin Laden accettò di aiutare il Sudan nella costruzione di strade e nel combattere i separatisti animisti e cristiani nel Sudan Meridionale. Mentre era in Sudan, Bin Laden si sposò una delle nipoti di Turabi.
Turabi fondò l'annuale Conferenza Popolare Araba e Islamica intorno al 1991. Qui si incontrarono molti gruppi islamici da tutto il mondo, tra cui rappresentanti dell'Organizzazione per la Liberazione della Palestina, Hamas, la Jihad islamica egiziana, la Jihad Islamica Algerina e Hezbollah.
"Turabi sought to persuade Shiites and Sunnis to put aside their divisions and join against the common enemy. In late 1991 or 1992, discussions in Sudan between al Qaeda and Iranian operatives led to an informal agreement to cooperate in providing support-even if only training-for actions carried out primarily against Israel and the United States. Not long afterward, senior al Qaeda operatives and trainers traveled to Iran to receive training in explosives." -- 9/11 Commission Report, Chapter 2 
Nel 1996 Al-Turabi decise di candidarsi alle prime elezioni generali del nuovo regime. Dopo aver vinto il confronto elettorale e conquistato il suo seggio, al-Turabi fu scelto come vicepresidente del Parlamento, guidato da Omar Hasan Ahmad al-Bashir. Al-Turabi riuscì a conservare la posizione politica con una certa efficacia fino al marzo del 2004, quando fu incarcerato da al-Bashir. Al-Turabi fu poi liberato  nel giugno del 2005.

## Interpretazioni progressiste della Sharīʿa
Nelle conversazioni private con Osama bin Laden, al-Turabi ha auspicato un accordo di pace tra sunniti e sciiti, come anche d'integrare l'arte, la musica e il canto nella religione: cose tutte che offendono profondamente Bin Laden. Al-Turabi ha anche spiegato la sua visione della legge sciaraitica che dovrebbe essere applicata con gradualità anziché con la forza, e applicata solo ai musulmani che vogliano partecipare congiuntamente ai cristiani nel quadro di un sistema federale.
Inoltre, durante un'intervista nel 2005, al-Turabi denunciò quelle donne musulmane che indossano il foulard, giustificando la sua condanna col fatto che l'Islam non prevede il velo.
Non va dimenticato che al-Turabi si era guadagnato una certa reputazione all'inizio della sua carriera come difensore dei diritti delle donne.
Come ha dichiarato una volta ridendo: "Io voglio che la donna lavori e che diventi parte della vita pubblica" perché "la casa non esige più molto lavoro, con tutto ciò che ne consegue."